# Eunemorilla longicornis
Eunemorilla longicornis är en tvåvingeart som först beskrevs av Henry J. Reinhard 1944.  Eunemorilla longicornis ingår i släktet Eunemorilla och familjen parasitflugor. Inga underarter finns listade i Catalogue of Life.